# 한미약품
한미약품(韓美藥品)은 1973년 임성기 회장이 설립한 대한민국의 완제 의약품 제조업체이다. 본사는 서울특별시 송파구 방이동 몽촌토성역과 한성백제역 사이에 있으며, 본점은 경기도 화성시 팔탄면 하저리 팔탄공단에 있다. 한미약품은 한미사이언스의 종속회사이며, 계열사로 북경한미약품과 한미정밀화학(주)를 두고 있다. 주요 사업은 개량 신약 및 특허 회피 제네릭 의약품 개발에 주력하는 선두주자로 알려져 있지만, 최근 각 사업장의 유럽 GMP 승인 등으로 고품질 의약품 생산과 연구개발 비용 투자로 글로벌 신약 개발에 주력하고 있다.

## 역사
중앙대학교 약학과를 졸업한 약사 출신인 임성기 회장이 서울특별시 동대문에서 약국을 운영하다가, 1973년 한미약품공업주식회사를 설립했다.
2014년 매출 7613억원의 20%인 1525억원을 R&D에 투자했다. 2015년 지속형 당뇨신약 '퀀텀 프로젝트'의 4조 8,000억원 대의 기술 수출 계약을 체결하면서 11월 6일 주가가 11월 5일보다 16만4000원(29.98%) 오른 71만1000원에 장을 마쳤다.
2016년 9월 29일 호프만 라 로슈의 자회사인 제넨텍과 1조원 규모의 표적 항암제 기술수출 계약을 맺었다고 공시했다. 하지만, 다음날인 9월 30일 베링거인겔하임으로부터 올무티닙 항암제 기술수출 관련 계약 해지 통보를 받았다. 또한, ‘올리타’의 임상 시험 도중 부작용으로 2명이 사망한 것으로 밝혀졌다. 9월 30일 주가는 9월 29일에 비해 112,000원(18.06%) 급락한 508,000원에 마감했다. 10월 7일 국회 보건복지위원회 정춘숙 의원은 8월 23일 한미약품과 베링거인겔하임이 '데이터 모니터링 위원회'(DMC.Data Monitoring Committee)에 "일단 모든 피험자 모집은 중단하고 임상 중인 환자들에게는 베링거인겔하임이 임상 중단 레터를 보낸다"는 서한을 보냈다고 밝혔다. 한미약품은 이에 "경쟁 약물의 등장 등 폐암 치료제 시장 변화로 인해 임상시험을 새롭게 설계하는 과정에서 임상을 중단한 것뿐"이라며 "안전성 이슈 때문이 아니다"라고 밝혔다.

## 연혁
- 1966년 서울특별시에서 창업주 이름을 딴 ‘임성기약국’으로 시작
- 1973년 '한미약품공업㈜'설립
- 1979년 소프트캡슐 자동충진기 도입 및 수탁생산 개시
- 1982년 좌약식 어린이 해열제 써스펜좌약 발매
- 1984년 계열사 한미정밀화학㈜ 설립(경기도 성남시 삼평동 371소재)
- 1984년 팔탄 GMP공장 신축(경기도 화성군 팔탄면 소재)
- 1986년 한미약품 연구센터설립
- 1988년 기업공개(주식을 증권거래소에 상장)
- 1989년 국내 최초 세프트리악손 제조방법 스위스 로슈(Roche)社에 600만불 기술수출
- 1993년 송파구 방이동 본사 사옥 완공
- 1997년 노바티스(Novartis)社에 마이크로에멀젼 제제기술 7,400만불에 기술이전
- 2000년 세계 최초 경구용 항암제 '파클리탁셀' 개발 성공
- 2003년 현재 사명을 한미약품㈜으로 변경
- 2004년 국내 최초 개량신약 '아모디핀' 제조품목 허가 및 미국 특허 획득
- 2008년 국내 최초 주사용 항생제 세프트리악손 미국 FDA 승인
- 2009년 한국 제약사 최초 개발 복합신약 '아모잘탄' 출시
- 2010년 한미홀딩스 지주회사 출범
- 2012년 한미홀딩스, 한미사이언스로 사명 변경
- 2012년 발기부전 치료제 비아그라 제네릭 '팔팔' 출시
- 2012년 바이오신약 '롤론티스' 스펙트럼社에 기술수출
- 2015년 발기부전 치료제 시알리스 제네릭 '구구' 출시
- 2015년 한국 사상 최대 신약 기술수출
- 2020년 한미약품 창업주 임성기 회장 별세
- 2020년 한미약품그룹 송영숙 회장 취임
- 2020년 국내 기업 최초 공정위 CP등급 'AAA' 획득
- 2021년 바이오신약 롤론티스 국내 시판허가
- 2021년 산업통상자원부 '대한민국브랜드대상' 대통령상 수상
- 2022년 롤론티스, 미국 FDA 시판허가 승인
- 2023년 박재현 제조본부장 신임 대표이사 선임
- 2023년 비만 프로젝트 'H.O.P' 프로젝트 가동

## 사업장
한미약품은 경기도 화성시 팔탄면에 팔탄공단을, 경기도 평택시 팽성읍에 평택공단을 가지고 있으며 각 사업장은 유럽의 GMP인증을 획득하였다. GMP(Good Manufacturing Practice)는 국가별로 운영되는 의약품 제조·관리 기준으로 의약당국의 실사를 거쳐 적합 판정을 획득해야 해당 국가에서 의약품을 판매할 수 있다. 유럽 GMP는 세계 최고 수준의 GMP 중 하나로 인정받고 있으며 국내에 EUGMP를 획득한 완제의약품 제조소는 10군데가 넘지 않는다.

### 본사
한미약품 본사는 서울특별시 송파구 위례성대로 14 (방이동), 8호선 몽촌토성역 및 9호선 한성백제역 올림픽공원 맞은편에 위치하고 있다.

### 연구센터
한미약품 연구센터는 경기도 화성시 동탄, 경부고속도로 근처에 위치하고 있다.

### 팔탄 스마트플랜트
팔탄공단은 한미약품에서 내용고형제(정제, 캡슐제)와 점안제 제품을 생산하고 있다. 한미약품 매출의 70% 정도의 제품을 생산하는 대형 제조소이다. 2009년 10월에 혈전치료제 "피도글"의 EUGMP인증을 내용고형제 의약품으로서는 국내 최초로 획득하였다.

### 평택공단 세파플랜트
평택공단 세파플랜트는 세팔로스포린계열 항생제만을 생산하는 제조소이다. 2013년 7월에 무균조작 분말 주사항생제로는 국내 최초로 EUGMP인증을 획득하였다. 2013년 대한민국 식품의약품안전처 PIC/S(의약품 상호실사 협력기구) 가입시 실사 대상 제조소로 선정되어 실사를 수검하였고 그 결과 식품의약품안전처장으로부터 표창을 2014년 6월에 수상받았다.

### 평택공단 바이오플랜트
평택공단 바이오플랜트는 바이오베터의약품 전문제조소이다. 현재 지속형 바이오신약 기반기술인 랩스커버리를 적용한 제품을 제조하고 있다. 2014년 4월에는 한미약품 자기자본의 8.23%인 381억원을 투자하여 바이오플랜트 시설을 증설하는 것을 공시하였다. 특히 미국, 유럽등에서 글로벌 임상을 진행하고 있는 주 1회 제형 Insulin, LAPS CA-Exendin-4, LAPS Insulin Combo 등 당뇨·비만 치료의 바이오 신약 연구개발 프로젝트인 퀀텀프로젝트 제품의 제조소이다.

## 본점 및 지점 현황
- 본점: 서울특별시 송파구 위례성대로 14 (방이동)
- 화성: 경기도 화성시 팔탄면 무하로 214
- 평택: 경기도 평택시 팽성읍 추팔산단로 114
- 동탄: 경기도 화성시 동탄기흥로 550 (영천동)

## 참조
1. ↑  소재지는 서울특별시 종로구 종로 314 (창신동 525번지)에 위치해 왔다.
2. ↑  “‘한미약품 대박’ 빛 과 그림자”. 경향신문. 2015년 11월 6일.
3. ↑  “‘한미약품 쇼크’ 올리타 임상 부작용 사망자 2명…주가 하루만에 폭락”. 브릿지경제. 2016년 10월 1일.
4. ↑  “"한미약품-베링거인겔하임, 8월 올리타정 임상 중단 결정"”. 연합뉴스. 2016년 10월 7일.
5. ↑  “한미약품 팔탄-평택공단, 품질경영 ‘쌍두마차’ 끈다”. CeoScoreDaily. 2014년 8월 27일.
6. ↑  “한미,미래 핵심가치 '글로벌 신약'서 찾는다”. 약업신문. 2012년 4월 4일.
7. ↑  “연구에서 생산까지 ‘원스톱’…한미약품 스마트 공장”. 2018년 5월 22일. 2018년 5월 22일에 확인함.
8. ↑  “한미약품, 트리악손주 EU 4개국 시판 허가”. 한국일보. 2014년 9월 22일.
9. ↑  “글로벌 신약 전진기지...'Made In 한미' 꿈 이루다”. 한국일보. 2014년 8월 4일.
10. ↑  “한미약품 평택공장, 의약품실사상호협력기구 가입 공로 식약처장 표창”. 쿠키뉴스. 2014년 6월 11일. 2015년 10월 24일에 원본 문서에서 보존된 문서. 2014년 9월 22일에 확인함.
11. ↑  “한미, 평택 바이오공장에 381억 증설투자”. 데일리팜. 2014년 4월 16일.